# Кокко, Онни
Онни Вальдемар Кокко (4 марта 1904, Гельсингфорс, Великое княжество Финляндское — 22 апреля 1918, Вааса) — финский ребёнок-солдат, в 14-летнем возрасте участвовавший в Гражданской войне в Финляндии на стороне белофиннов.
Когда началась война, Кокко жил в Остроботне и вступил в белую армию в Лиминке. Отряд из Лиминки, в который входил и Кокко, участвовал в наступлении на Оулу. Во время неудачного наступления Кокко попал в плен к красным финнам, но сумел бежать. По сообщениям, в сражениях проявлял храбрость и за это был назначен адъютантом лейтенанта Оскара Пелтокангаса. Вместе с Пелтокангасом он принял участие в нескольких сражениях, в том числе при Торнио, Виллпуле и Руовеси.
Во время битвы за Тампере получил смертельное ранение: 25 марта 1918 года он был ранен пулей на холме около местной церкви и не мог двигаться. Он был доставлен в военный госпиталь в Ваасе, где умер от ранения менее чем через месяц. Перед смертью он был награждён генералом Карлом Маннергеймом Крест свободы IV класса. Он до сих пор является самым молодым человеком в истории, получившим эту награду. Кокко был похоронен в Ваасе.
После войны история Кокко стала почти легендой в среде белофиннов. Сохранилось две фотографии Кокко: на одной он стоит в полный рост с винтовкой, на другой лежит умирающий, с лежащим рядом с ним Крестом свободы. Ныне в Финляндии его именем названы улицы в Ваасе и Палосаари. Финский шведскоязычный писатель Ярл Хеммер в 1920 году написал о нём роман Onni Kokko, который был переведён на финский язык год спустя Лаури Иконеном под названием Onni Kalpa.